# Egeria densa

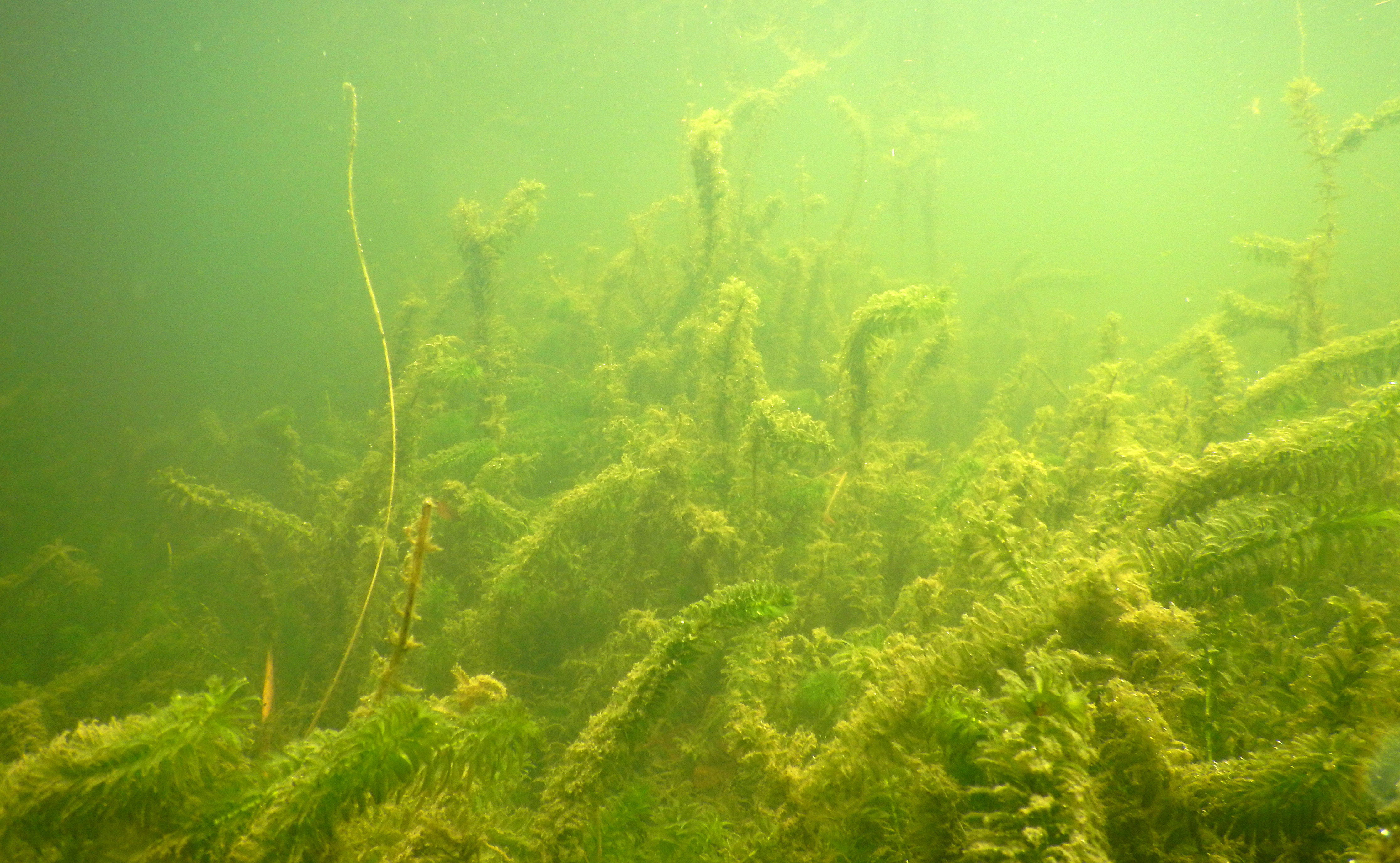
Herbier dEgeria densa, dans l'étang de Saint-Nolf (Bretagne, France), 14 août 2015.

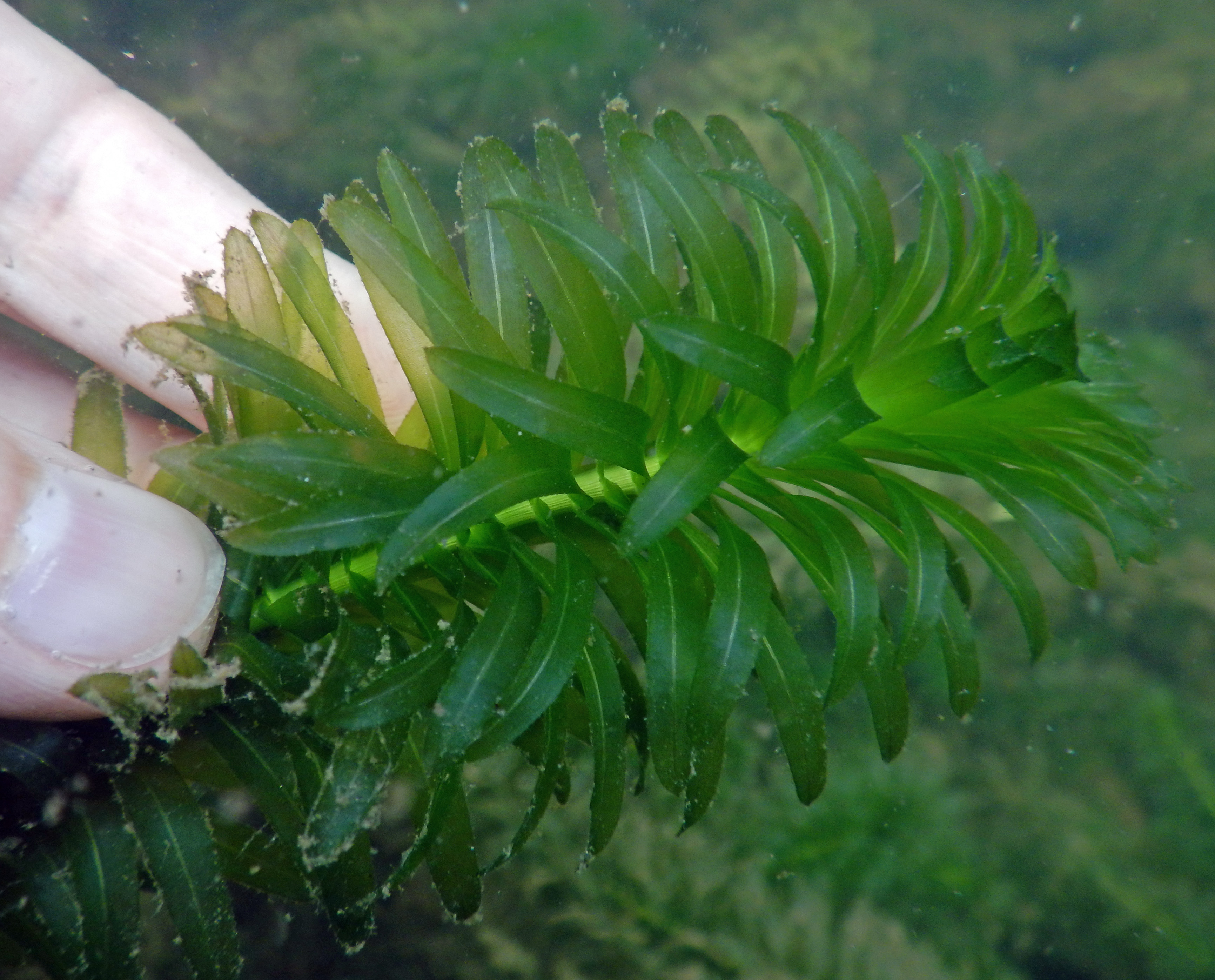
Egeria densa, étang de Saint-Nolf (Bretagne), 14 août 2015.

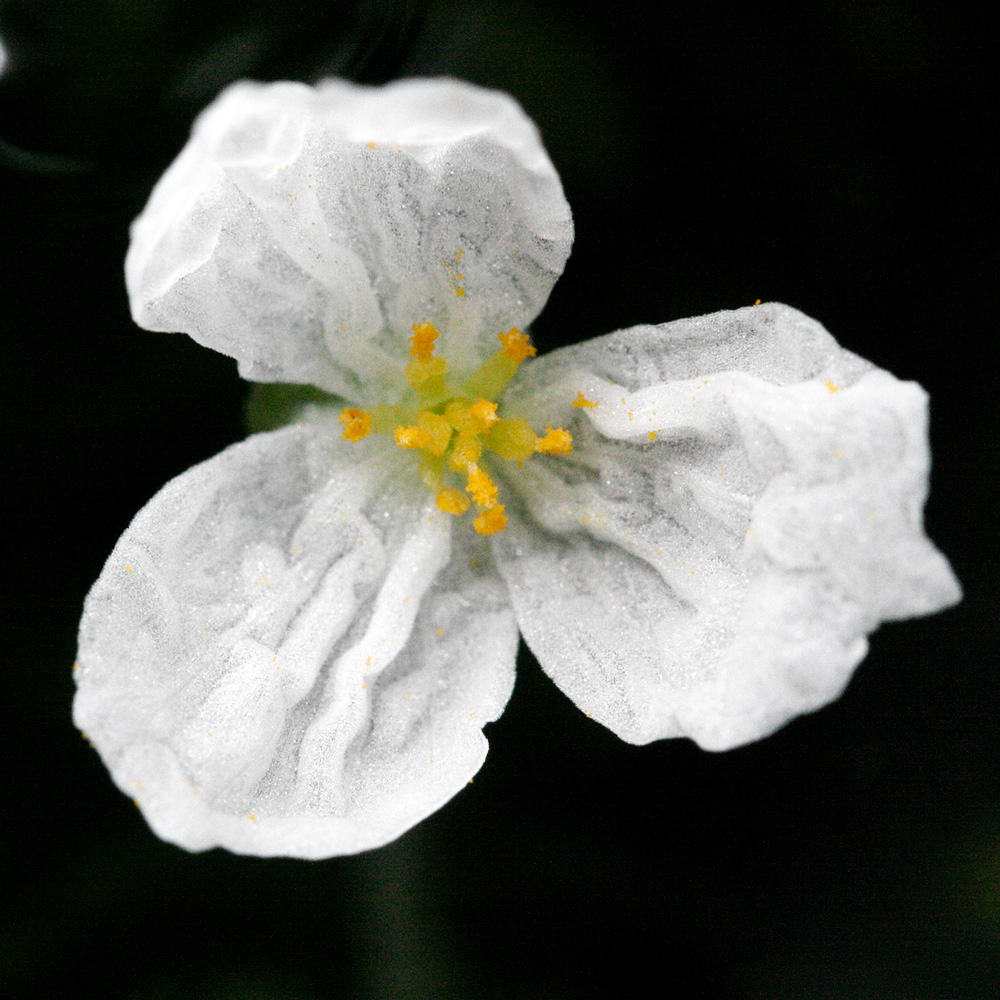
Fleur dEgeria densa.

L’Elodée dense (Egeria densa), ou plus rarement Egérie dense, est une espèce de plantes aquatiques monocotylédones de la famille des Hydrocharitaceae à répartition cosmopolite. Originaire des zones tempérées et chaudes d’Amérique du Sud, elle est aujourd'hui naturalisée en Europe, en Amérique du nord, en Afrique, en Chine, en Océanie et dans l'Ouest de l'Inde. Largement utilisée en aquariophilie et dans les bassins d'agréments pour sa forte capacité à oxygéner l'eau par photosynthèse, absorber l'excès de nitrates et lutter contre les invasions de cyanobactéries, elle semble avoir une influence positive sur la faune aquatique des nouveaux milieux colonisés. Elle reste toutefois considérée comme une espèce envahissante problématique dans les régions combinant deux facteurs favorisant sa prolifération excessive : une absence ou un faible gel hivernal (cas des zones côtières, climats méditerranéen et subtropical humide) et des eaux polluées par les engrais agricoles (fort taux de nitrate). En effet sa prolifération y engendre alors une forte pression sur la flore autochtone mais surtout d'importantes nuisances pour la navigation et un risque d'obstruction des canalisations d'eau potable et des ouvrages hydrauliques.
L'élodée dense est une plante aquatique d'eau douce vivant jusqu'à 4 m de profondeur, avec des tiges de 2 m ou plus produisant des racines à intervalles réguliers. Les feuilles, pointues, sont produites par quatre à huit autour de la tige, longues de 1 à 4 cm, et 2 à 5 mm de large. Le système de tiges de la plante se développer jusqu'à atteindre la surface de l'eau, où la plante commence à s'étendre, pouvant créer un épais couvert de feuilles et fleurs empêchant la lumière d'atteindre les plantes situées en dessous et le bas de la colonne d'eau,. La plante est dioïque (fleurs mâles et femelles sur des plantes séparées); les fleurs sont assez grandes (12 à 20 mm de  diamètre, à trois larges pétales blancs arrondis de 8 à 10 mm de long sur les pants mâles et 6 à 7 mm chez les plants femelles ,.

## Cycle de vie
Egeria densa présente généralement peu de variation dans ses schémas de croissance d'une année à l'autre lorsqu'elle est pousse ou est cultivée en milieu tropical. Cependant, dans des environnements plus tempérés, elle dépense la majeure partie de son énergie pour produire et stocker des grains d'amidon pour l'hiver, et dans la croissance du couvert en été . 

## Habitat et écologie

### Aire de répartition
Egeria densa provient de l'Argentine, le Brésil et l'Uruguay.  En raison de sa popularité dans les bassins d'ornement ou aquariums, la plante s'est maintenant étendue à l'Amérique du Nord, à l'Europe, à l'Asie, à l'Australie, à la Nouvelle-Zélande et à l'Afrique ,. 
La température est un importante facteur de croissance d' Egeria densa; mais cette croissance est généralement stable à des températures comprises entre 16 et 28 °C, et la plante stoppe sa croissance vers 32 °C (avec réduction de la croissance des pousses et baisse de la production photosynthétique  ). Des températures plus froides limiteront la croissance de la plante, propriété pouvant  être utilisées comme moyen de contrôler sa propagation dans des habitats non indigènes.

### Éclairage
Egaria densa est capable de faire correspondre la production photosynthétique à la lumière disponible, à l'instar de nombreuses espèces de macrophytes.  La capacité de l'espèce à prospérer dans des conditions de faible luminosité et sa capacité à former une canopée dense en font un envahisseur très performant par rapport aux autres macrophytes, faisant qu'elle entraîne une réduction de la biodiversité végétales (et éventuellement indirectement animale) où elle a été volontairement ou accidentellement introduite .

## Culture et utilisations
Egeria densa est une plante qui a été très populaire en aquariophile, mais n'est plus vendue dans certaines régions en raison de son potentiel invasif.  Les plantes mises en culture sont toutes un clone mâle, se reproduisant par voie végétative ,. 
Facile à bouturer, elle pousse en outre bien dans les aquariums plus frais. Elle convient donc à l'aquariophile débutant.   
Elle sécrète des molécules antibiotiques qui semblent pouvoir aider à prévenir les invasions de cyanophycées (algues bleu-vert) . Elle apprécie un milieu eutrophe et très éclairé, mais a démontré sa capacité à surpasser les autres espèces lors de son introduction. 

### Économie
E. densa , à l'instar de nombreuses autres macrophytes, est efficace en  stations de traitement des eaux usées pour les mêmes raisons que celle qui en font une plante potentiellement envahissante ; principalement sa capacité d'absorption rapide des éléments nutritifs et à favoriser la sédimentation des particules de la colonne d'eau. 

### Naturalisation et caractère envahissant
Selon les régions, Egeria densa s'est échappée des cultures à partir du XIXe et du début du XXe siècle et s'est naturalisée dans de nombreuses zones tropicales et tempérées. Comme d'autres plantes aquatiques, elle est devenue envahissante dans les milieux pollués aux engrais agricoles notamment en Europe, en Afrique australe, en Asie, en Australie, en Nouvelle-Zélande, en Nouvelle-Calédonie  et en Amérique du Nord où l'agriculture intensive est dominante. 
En Europe, et notamment en France métropolitaine elle semble proliférer excessivement essentiellement dans les zones polluées par les engrais agricoles et ne figure donc pas sur la liste des espèces exotique envahissantes ,. En effet, dans ces zones, la priorité est d'agir sur la cause de ces proliférations en restaurant une eau de qualité satisfaisante à travers la mise en œuvre de la directive nitrates.
Aux États-Unis, on la trouve maintenant de New York jusqu'en Floride vers le sud et jusqu'en Californie et en Oregon vers l'ouest. Dans le Delta Sacramento-San Joaquin en Californie, elle a été introduite dans les années 1960 et a depuis eu un impact négatif important sur l’écosystème local. La plante occupe actuellement 2 400 ha (5 930,529144 acre), soit 12 % de la superficie totale du delta. La majeure partie de son étalement a lieu en eau peu profonde ; la plante y forme des nattes épaisses qui peuvent obstruer le passage des bateaux dans le delta, les prises d’eau et les aqueducs, piéger les sédiments, tend à évincer la végétation indigène et gêne la migration des poissons anadromes,. Elle s'est répandue dans d’autres États jusqu'à la frontière nord du Canada. 
Récemment, l'élodée dense a été listée parmi les espèces exotiques naturalisées en Islande où elle s'est implantée dans les masses d'eau naturellement chaudes. Cette présence dans le nord de l'Islande, fait de E. densa l'une des premières espèces de plantes exotiques d'eau douce atteignant l'Arctique .

## Rôle d'espèces-ingénieur?
Bien que ce titre lui soit parfois discuté, E. densa est qualifié d’ingénieur en écosystèmes en raison de son énorme impact sur l’habitat une fois qu'elle y est introduite.  Certains de ces effets sont dus à sa croissance rapide et à son taux de dispersion élevé lorsque les tiges sont fragmentées, à sa capacité à s'adapter à différentes sources de lumière et de nutriments, à sa capacité à se nourrir dans toute la colonne d'eau et à ses effets sur la sédimentation. Elle peut concurrencer la plupart des autres espèces, en occupant toute la surface grâce à la canopée flottante que ses fleurs forment à la surface de l’eau,. 
Egeria densa modifie aussi la quantité de phytoplancton présent dans la colonne d'eau, en y limitant  par son couvert végétal dense la quantité de lumière pénétrant dans l'eau. Elle élimine en outre une quantité de nutriments de la colonne d'eau qui n'est plus disponible pour le plancton.  Cependant, le fourré végétal qu'elle créée peut également servir d'abri au zooplancton, à des alevins et à divers microinvertébrés aquatiques.

## Contrôle
Diverses méthodes sont généralement nécessaires pour arrêter une invasion biologique par E. Densa, notamment en raison de sa capacité à se régénérer lorsqu'elle est fragmentée par des moyens mécaniques.   
En absence d'une diminution significative de la pollution aux engrais agricoles, le meilleur moyen est d'éliminer complètement la plante de la colonne d'eau, ce qui est difficile sans herbicides chimiques. Une autre solutions est l'assèchement du plan d'eau, car cette espèce est très vulnérable à la déshydratation (hors de l’eau et au soleil, elle peut mourir en une heure à peine).  Un grand froid peut aussi la tuer.   
Lorsque des herbicides ont été appliqués sur la plante, les niveaux de phosphore et d'azote ont augmenté dans l'eau mais modérément, suggérant que la plupart des nutriments sont restés dans la biomasse de la plante, qu'il faut donc le cas échéant retirer du milieu pour ne pas l'eutrophiser.